# Messier 14
Messier 14 (M14 ili NGC 6402) je kuglasti skup u Zmijonoscu. Otkrio ga je Charles Messier 1. lipnja 1764. godine.

## Svojstva
Messier 14 se nalazi na udaljenosti od 30,300 svjetlosnih godina i promjera je 96 svjetlosnih godina. Skup je prividna sjaja od magnitude +7,6 što na njegovoj udaljenosti odgovara sjaju 400.000 puta jačem od Sunca.
Najsjajnije zvijezde skupa su magnitude +14. U skupu je otkriveno 70 promjenjivih zvijezda, mnoge od njih su tipa W Virginis.
Messier 14 je poseban što je u njemu 1938. zabilježena nova. Nova je otkrivena tek naknadno, 1964. godine, pregledom fotografskih ploča. Sjaj nove je dosegao magnitudu +9,2 što je tek 4 puta manji sjaj od cijelog skupa. To je tek druga nova otkrivena u kuglastom skupu (prva je otkrivena 1860. godine u M80).

## Amaterska promatranja
Zbog velike udaljenosti zvijezde su znatno tamnije u ovom skupu nego u ostalim kuglastim skupovima.
Skup je moguće vidjeti u dalekozoru kao malenu, tamnu mrlju koja naglo blijedi prema rubovima. Teleskop s 100 mm objektivom pokazuje naznake granulacije u dobrim uvjetima. S objektivom od 200 mm moguće je vidjeti naznake rezolucije i granu astu teksturu skupa. Veći teleskopi mogu razlučiti tek rubove skupa.

## Vanjske poveznice
- (engl.) SEDS: NGC 6402
- (engl.) Hartmut Frommert: Revidirani Novi opći katalog
- (engl.) Izvangalaktička baza podataka NASA-e i IPAC-a
- (engl.) Astronomska baza podataka SIMBAD
- (engl.) VizieR
- (engl.) Auke Slotegraaf: NGC 6402 Deep Sky Observer's Companion
- (engl.) Courtney Seligman: Objekti Novog općeg kataloga: NGC 6400 - 6449